# Portugiesische Staatsangehörigkeit

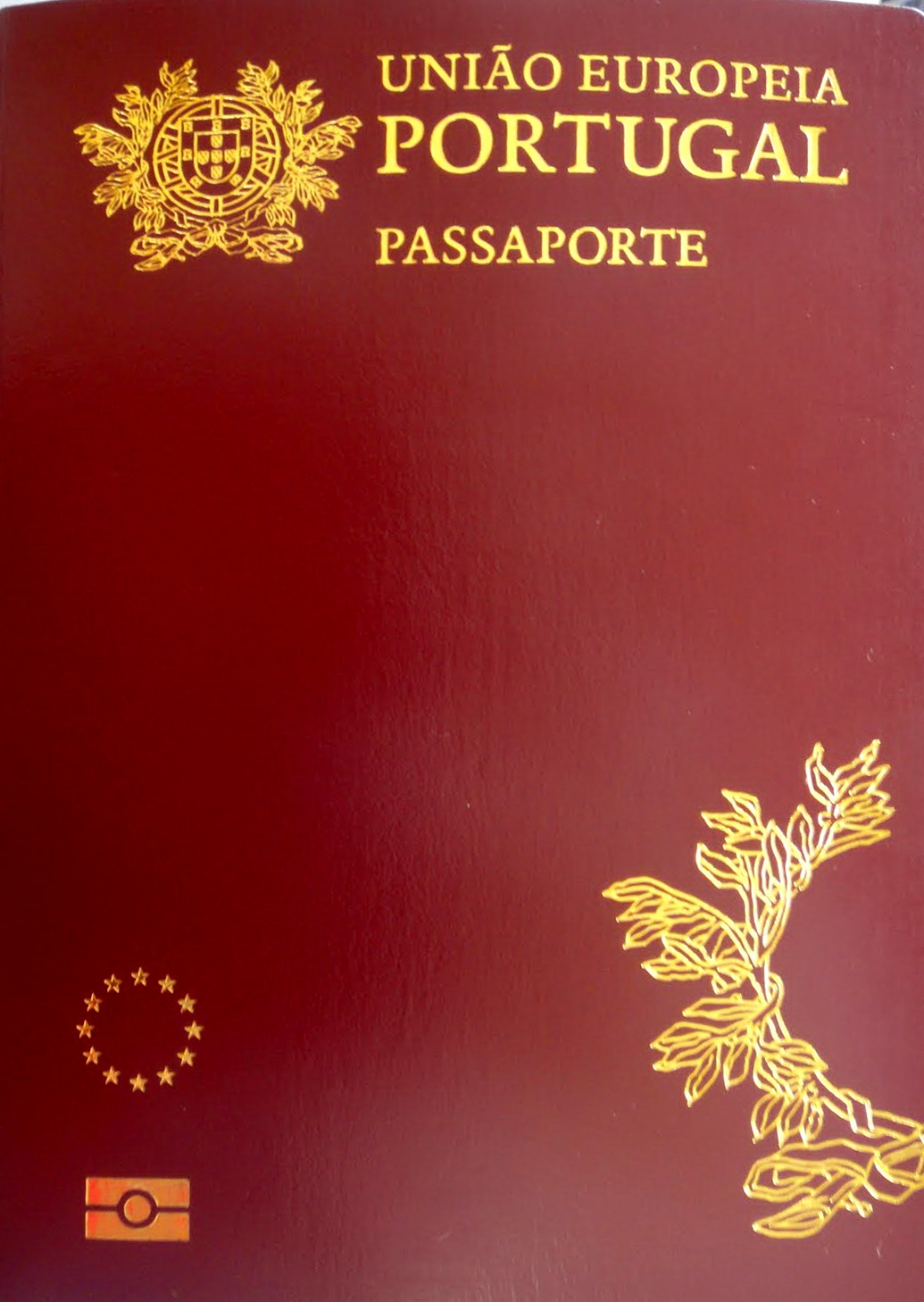
Portugiesischer Reisepass

Die portugiesische Staatsangehörigkeit bestimmt die Zugehörigkeit einer Person zum Staatsverband Portugals mit den zugehörigen Rechten und Pflichten.
Die radikalen Änderungen der Staatsform im 20. Jahrhundert hatten auch immer bald Auswirkungen auf das Staatsangehörigkeitsrecht. Auf liberale Regelungen während der ersten Republik kam es zu reaktionären Einschränkungen in der Ära des Estado Novo und bald nach der Entkolonialisierung.
Das Recht auf eine Staatsbürgerschaft hat seit 1976 Verfassungsrang. Anders als in vielen entwickelten Ländern wurden die Bedingungen in den letzten beiden Jahrzehnten stetig gelockert und sind im internationalen Vergleich sehr großzügig.
Alle Portugiesen sind auch EU-Bürger.

## Historische Entwicklung

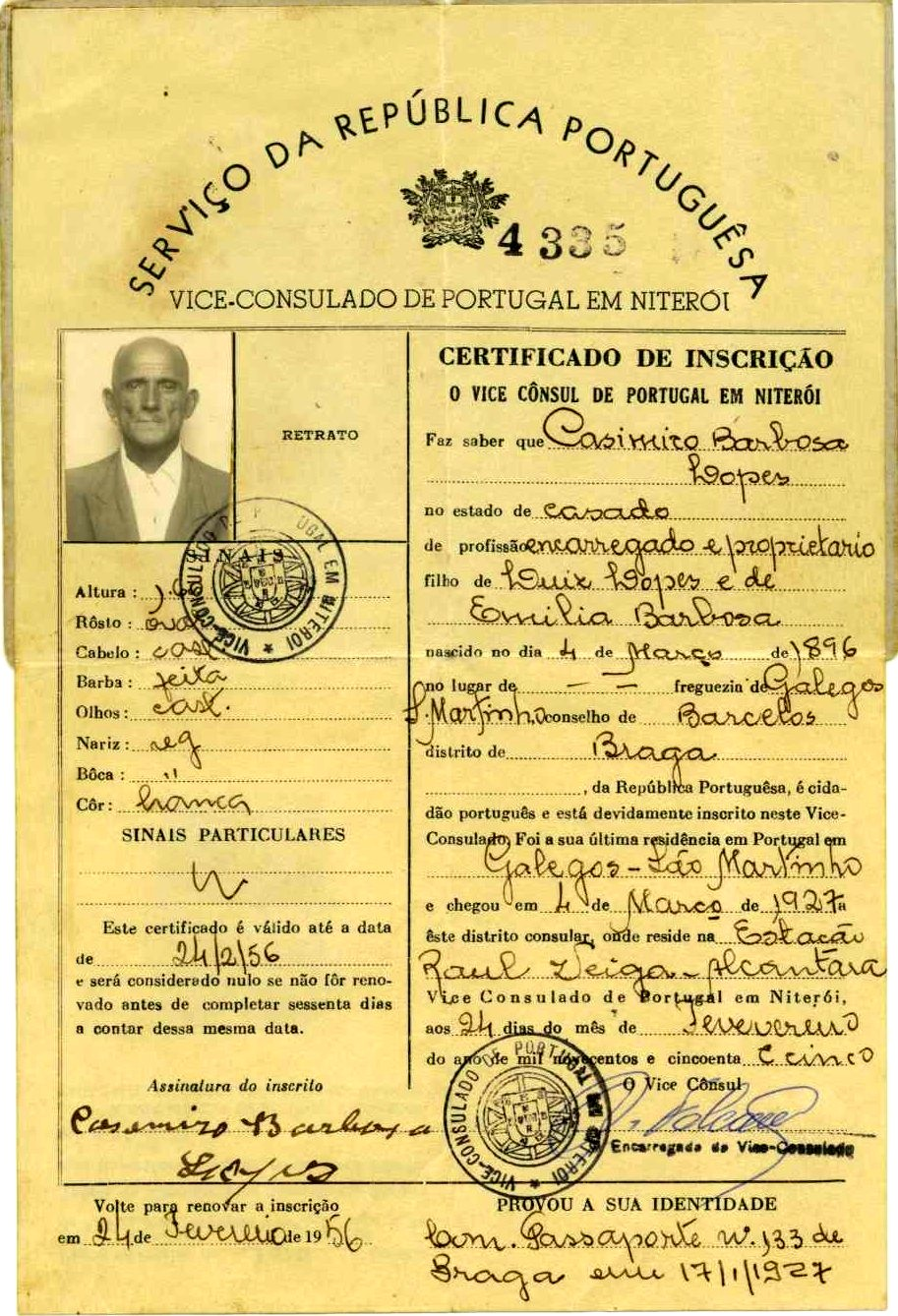
Meldebescheinigung von 1956 des portugiesischen Konsulats in Niterói (Rio de Janeiro), das den Inhaber als portugiesischen Bürger ausweist.

Portugal war jahrhundertelang Auswandererland. Während der gesamten Zeit des Estado Novo (1930/33–1975) kam es nur zu etwa 30000 Einbürgerungen. Dabei handelte es sich zum größten Teil um Rückwanderer aus Brasilien und Spanier. Abgesehen von einer kurzen Phase nach Ende der Kolonialzeit in den 1970ern gibt es erst seit dem EU-Beitritt eine Nettozuwanderung.

In Folge der Liberalisierung 2006 stieg die Zahl der Anträge auf Einbürgerung bzw. Registrierung vorübergehend 2010/11 auf das siebenfache von 2004.
Portugal war schon Ende des 19. Jahrhunderts insofern fortschrittlich, als dass nicht (wie international bis in die 1960er üblich) galt, dass bei Ausländerheirat die Frau automatisch der Staatsangehörigkeit des Gatten folgte. Portugiesinnen behielten ihre Staatsbürgerschaft, bzw. hatten ggf. ein Wahlrecht entsprechend dem Heimatrecht ihres ausländischen Mannes.
Portugal war eines der wenigen Länder der Welt, das in der Zwischenkriegszeit als Kriminalstrafe noch den Landesverweis eigener Bürger beibehielt. Man hatte lange kein Gesetz zur Adoption, so dass hier keine Staatsangehörigkeitsfragen aufgeworfen wurden. Es gilt die international übliche Annahme, dass auf portugiesischem Gebiet gefundene Findelkinder von portugiesischen Eltern stammen.
Allen Bewohnern der Überseeprovinzen wurde 1962 das volle Bürgerrecht zugestanden.

### Zivilgesetzbuch von 1867
Die Artikel 18 bis 21 des Zivilgesetzbuches regelten Fragen der Staatsangehörigkeit. Diese wurden 1930 neu gefasst.
Portugiesen ab Geburt waren alle in Portugal geborenen ehelichen Kinder eines portugiesischen Vaters oder uneheliche Kinder einer Portugiesin oder solche eines im Lande lebenden männlichen Ausländers. Letztere hatten nach Erreichen der Volljährigkeit die Option zu erklären, keine Portugiesen sein zu wollen. Einheiratende Ausländerinnen erhielten automatisch die Staatsbürgerschaft.
Im Ausland geborene Kinder von Portugiesen (ehelich oder unehelich) konnten durch Erklärung ihre portugiesische Staatsangehörigkeit erwerben, (aber nur) wenn sie im Lande leben wollten.
Wer im Ausland durch Annahme einer fremden Staatsbürgerschaft die portugiesische verloren hatte, erhielt diese vor 1930 durch Erklärung bei seiner Wohnsitzgemeinde wieder, wenn er seinen Daueraufenthalt in Portugal nahm. Verlustgrund waren auch der Landesverweis für die Dauer des Urteils oder die ungenehmigte Annahme einer ausländischen Beamtenstelle.
Anträge auf Einbürgerungen waren bei der jeweiligen Stadtverwaltung (Magistrat) einzureichen. Voraussetzung waren Volljährigkeit (nach portugiesischem und Heimatrecht), ein, seit 1930 drei Jahre Aufenthalt, Unbescholtenheit in Portugal und abgeleisteter Wehrdienst im Heimatland. Für Einheiratende und Personen portugiesischer Abstammung konnte auf die Wartezeit verzichtet werden. Eine Einbürgerung wurde nur dann wirksam, wenn die Urkunde darüber innerhalb sechs Monaten beim Stadtarchiv des Wohnsitzes vorgelegt wurde.

Eingebürgerte hatten kein passives Wahlrecht für den Cortes und blieben von höchsten Ämtern ausgeschlossen. Das änderte man 1930 dahingehend, dass Eingebürgerte in den ersten zehn Jahren nicht das Recht hatten, öffentliche Ämter zu bekleiden oder in (halb-)staatlichen Betrieben führende Stellungen einzunehmen.

## Gesetz 1959 und Nelkenrevolution
Die aufgrund der Zeitumstände nötig gewordene Umgestaltung des portugiesischen Reiches erforderte auch eine komplette Neuformulierung des Staatsangehörigkeitsrechts in Form eines eigenen Gesetzes. Für den Erwerb durch Geburt galt das Geburtsortsprinzip. Als nach der Nelkenrevolution und dem unmittelbar folgenden Ende des Kolonialreichs massiver Zuzug ins Mutterland erfolgte, sah man sich nach 1979 gezwungen dies zu ändern.
Ergänzend war das mit heißer Nadel gestrickte Gesetz zu kolonialen Staatsangehörigkeitsfragen 1974: Prinzipiell sollten ex lege alle in den neu unabhängig werdenden Kolonien Lebenden die neuen Staatsangehörigkeiten erhalten. Ausgenommen hiervon waren nur im eigentlichen Portugal Geborene und in den Kolonien Geborene, die z. B. durch langjährigen Aufenthalt im Mutterland eine besonders enge Bindung hatten. Hierdurch kam es zu vermehrter Staatenlosigkeit und verwaltungsgerichtlichen Anfechtungen.

## Gesetz 1981

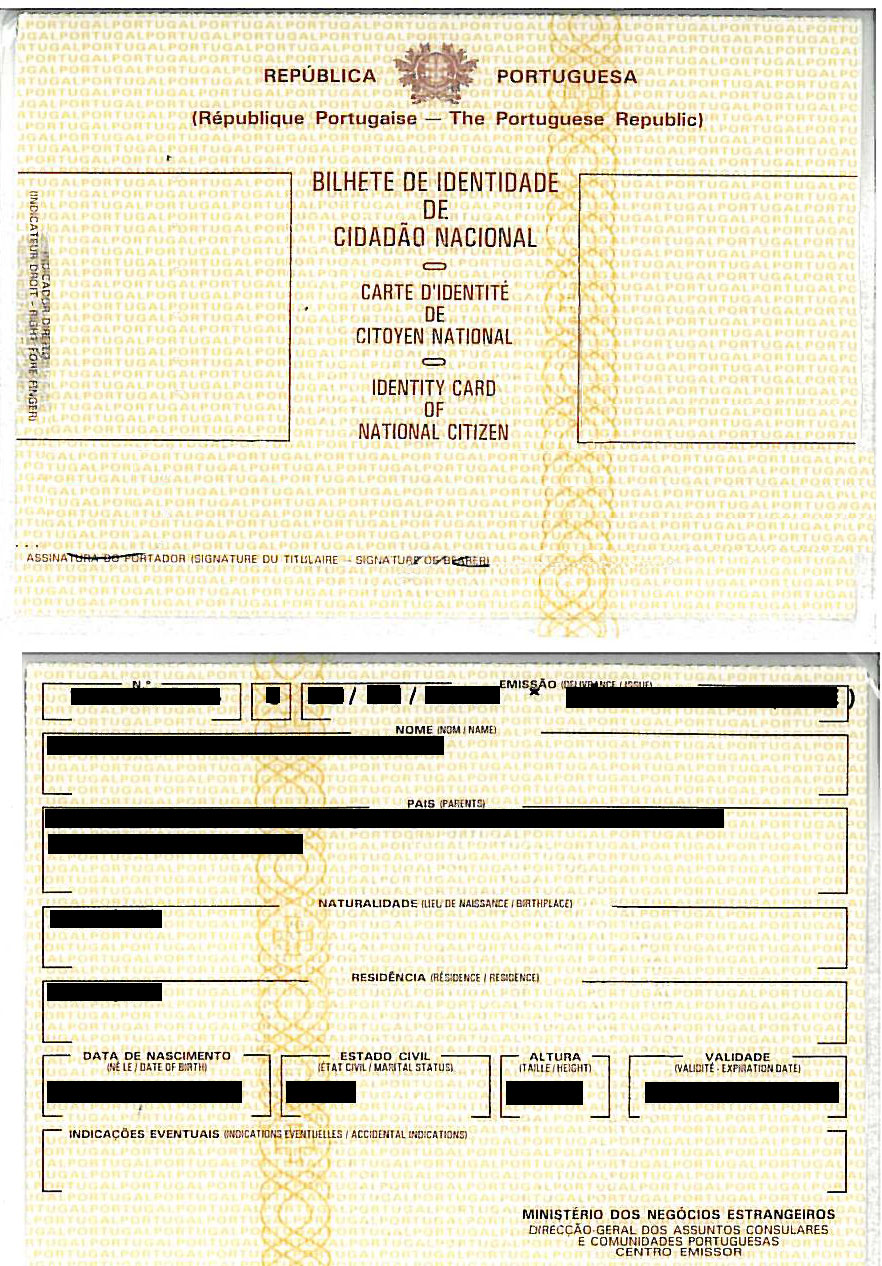
Bilhete de Identidade de Cidadão, zugleich Personalausweis alten Musters.

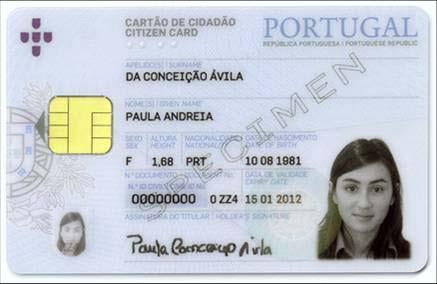
Cartão de Cidadão, Personalausweis neuen Musters.

Das Gesetz von 1959 stand im Widerspruch zur Verfassung von 1976, vor allem hinsichtlich Gleichberechtigung sowohl von Mann und Frau als auch für uneheliche Kinder. Trotzdem dauerte es bis ein neues Lei da Nacionalidade 1981 erging. Dazu gibt es die Verordnung Regulamento da Nacionalidade Portuguesa. Die Zuständigkeit in Einbürgerungsfragen liegt beim Innenministerium. Eingeführt wurde eine stärkere Komponente des Abstammungsprinzips (ius sanguinis ) auch um den Abkömmlingen der zahlreichen Auswanderer seit 1961 die Staatsangehörigkeit zu erleichtern. Es unterstanden die zuständigen nachgeordneten Dienststellen Conservatória dos Registos Centrais (Zentralregister) und Ministério Público („Staatsanwaltschaften“), die ein Einspruchsrecht haben dem Justizministerium.
Widersprüche und Anfechtungen von Entscheidungen waren gemäß dem Gesetz von 1959 an das Justizministerium, dann das oberste Verwaltungsgericht als Entscheidungsinstanz zu richten.

Seit 1981 ist das Bezirksgericht Lissabon zentral als Anlaufstelle exklusiv zuständig.
Portugiesische Geburtsurkunden enthalten einen Vermerk zur Staatsangehörigkeit. Ansonsten wird sie durch den Zentralregisterauszug bescheinigt.
Personen, die die Staatsbürgerschaft nicht ab Geburt haben, dürfen nicht Präsident der Republik werden. Von sehr viel praktischerer Bedeutung ist die Tatsache, dass sie von der Wehrpflicht befreit sind.
Es bestehen seit 1981 keine Einschränkungen mehr hinsichtlich Mehrstaatlichkeit.
Fristen und Voraussetzungen wurden mehrfach geändert.

### Erwerb
- Durch Geburt erhält ein Kind die Staatsbürgerschaft wenn ein oder beide Elternteile portugiesische Staatsangehörige sind.
  - Ausländerkinder nach dem ius soli in der 3. Generation bzw. seit 2018 in der zweiten Generation wenn mindestens ein Elternteil (außer Diplomaten o.ä.) fünf (2018: zwei) Jahre oder länger legal in Portugal gelebt hat – durch Erklärung.
- Durch Adoption als Minderjähriger
- Einbürgerung auf Antrag ist möglich für Volljährige, nach sechs (1994–2006 zehn), Jahren Aufenthalt im Land und:
  - gesichertem Lebensunterhalt (Ansprüche 2006 stark gesenkt)
  - gutem Leumund (Erfordernis 2006 gestrichen, nur noch schwere Straftaten als Hindernis. Ein Strafregisterauszug des Heimatlandes wird verlangt[12]).
  - Sprachkenntnissen auf dem Niveau A2.
  - durch Erklärung der Eltern mit eingeschlossen sind minderjährige Kinder.
  - Keine Gefahr oder Bedrohung für die innere Sicherheit.[13]

Anträge werden an das Zentralregister gestellt und dort geprüft, dies gibt eine Stellungnahme (parecer) ab, die an das Justizministerium zur endgültigen Entscheidung geht. Versagungsgründe waren 1981–2006 u. a. Verurteilung zu einer Haftstrafe von über einem Jahr oder Dienst als Beamter für einen fremden Staat (außer Wehrpflicht) oder mangelnde Beziehung zur portugiesischen Gemeinschaft. Allerdings kann die Staatsanwaltschaft (Ministério Público) weiterhin innerhalb eines Jahres beim Bezirksgericht in Lissabon zu diesem Punkt Einspruch einlegen.
Ein ausländischer Ehepartner kann durch Erklärung nach drei (früher: fünf) Jahren die Staatsangehörigkeit erhalten. Eine spätere Scheidung hat keine Auswirkungen.
Als die Anwartzeit noch zehn Jahre war, galt für Ausländer aus portugiesischsprachigen Ländern eine Frist von sechs Jahren.
Die Einbürgerungsurkunden, gleich ob wegen Naturalisierung oder Erklärung mussten innerhalb eines halben Jahres beim Zentralregister vorgelegt werden, um endgültig gültig zu werden. Das Verfahren ist heute unter Leitung des Innenministeriums zentralisiert. 2006 entfiel die Verpflichtung die Registrierung im Staatsanzeiger veröffentlichen zu lassen.

#### Wiedereinbürgerung
Durch Anmeldung beim Zentralregister erhalten Frauen, die aufgrund des Gesetzes von 1959 durch Ausländerheirat ihre Staatsangehörigkeit verloren haben diese rückwirkend, ebenso wieder wie Personen, die ihre portugiesische Staatsangehörigkeit verloren haben, weil sie freiwillig eine andere angenommen haben.
Sofern nicht die für die Einbürgerung allgemeinen Versagungsgründe vorliegen, erhalten durch Erklärung auf Antrag rückwirkend wieder:
- Personen, die als sie noch minderjährig waren aufgrund Erklärung ihrer Eltern die Staatsangehörigkeit verloren haben,
- ehemalige Portugiesen, die staatenlos geworden sind oder ex lege bei der Entkolonialisierung ausgebürgert wurden.

### Verlustgründe
- Vor 1981: Aberkennung wegen Illoyalität oder mangelnder Bindung an Portugal.
- Freiwillige Annahme einer fremden Staatsangehörigkeit (Gesetz 1959), bzw. Erklärung die portugiesische Staatsbürgerschaft aus diesem Grund abgeben zu wollen
- Eine Einbürgerung kann rückgängig gemacht werden, wenn sie durch falsche oder betrügerische Angaben oder Dokumente erschlichen wurde. Dies gilt nicht wenn Staatenlosigkeit eintreten würde.
  - Rückgängigmachung wegen eines Fehlers amtlicherseits geht seit 2018 nicht mehr, falls eine Person seit mindestens zehn Jahren portugiesische Ausweisdokumente gehabt hat.

#### Aberkennung
Nach der Kriegserklärung im Ersten Weltkrieg am 9. März 1916 erließ man die Verordnung vom 23. April 1916, das ehemaligen Staatsbürgern von Feindstaaten rückwirkend bis in die dritte Generation die Einbürgerung aberkannte. Für die Betroffenen war damit die Ausweisung verbunden.

### Gesetzesänderungen
1994
Durch den in Folge des EG-Beitritts 1986 beginnenden Wirtschaftsaufschwung kam es vermehrt zu illegaler Einwanderung. Die Gesetzesänderung erschwerte Zugang zur Staatsangehörigkeit durch Scheinheiraten und das Geburtsortsprinzip. Eltern mussten nun legal und mit Daueraufenthaltserlaubnis in Portugal leben. Auch oblag es nun dem Antragsteller nachzuweisen, dass er „enge Bindung an die portugiesische Gemeinschaft“ hatte.
2006
Ganz allgemein wurde die Bürokratie des Einbürgerungsverfahrens vereinfacht, die Bearbeitungszeiten verkürzt. Die festgesetzten Gebühren sind moderat. Die auf dem Verordnungswege festgelegten maximalen Bearbeitungsfristen, inklusive eventuell nachgeforderter Urkunden, liegen im Ablehnungsfalle bei höchstens fünf Monaten, bei Zustimmung bei sechs.
Das Erfordernis des Antragssteller nachzuweisen, dass er eine „enge Bindung an die portugiesische Gemeinschaft“ hat, wurde gestrichen. Es liegt nun am Justizministerium nachzuweisen, dass der Neubürger eine solche Bindung nicht hat.
Durch zu beantragende gerichtliche Anerkennung einer festen unverheirateten Beziehung oder gleichgeschlechtlichen Zivilpartnerschaft konnte die Gleichstellung mit normalen Ehepaaren in Staatsbürgerschaftsfragen erreicht werden. (Am 31. Mai 2010 trat dann das Gesetz zur gleichgeschlechtlichen Ehe in Kraft, was im zweiten Punkt volle Gleichstellung brachte.)
Außerdem bekamen Ausländer nun einen Rechtsanspruch auf Einbürgerung nach sechs Jahren Aufenthalt, wenn sie nicht vorbestraft waren. Für im Ausland geborene Antragsteller, die auch nur einen Großelternteil hatten, der portugiesischer Staatsbürger war gab es keine Wartefrist. Seit 2016 muss dieser Personenkreis, nicht mehr die Einbürgerung beantragen, sondern erhält die Staatsbürgerschaft durch Registrierung auf Antrag.
Beschleunigte Einbürgerungen sind für „verdiente Persönlichkeiten“ möglich. Hierunter fallen primär Sportler, die für Portugal antreten sollen.
Kleinere Änderungen setzten das Europäische Übereinkommen über die Staatsangehörigkeit um.
2015 Sondergesetz für sephardische Juden

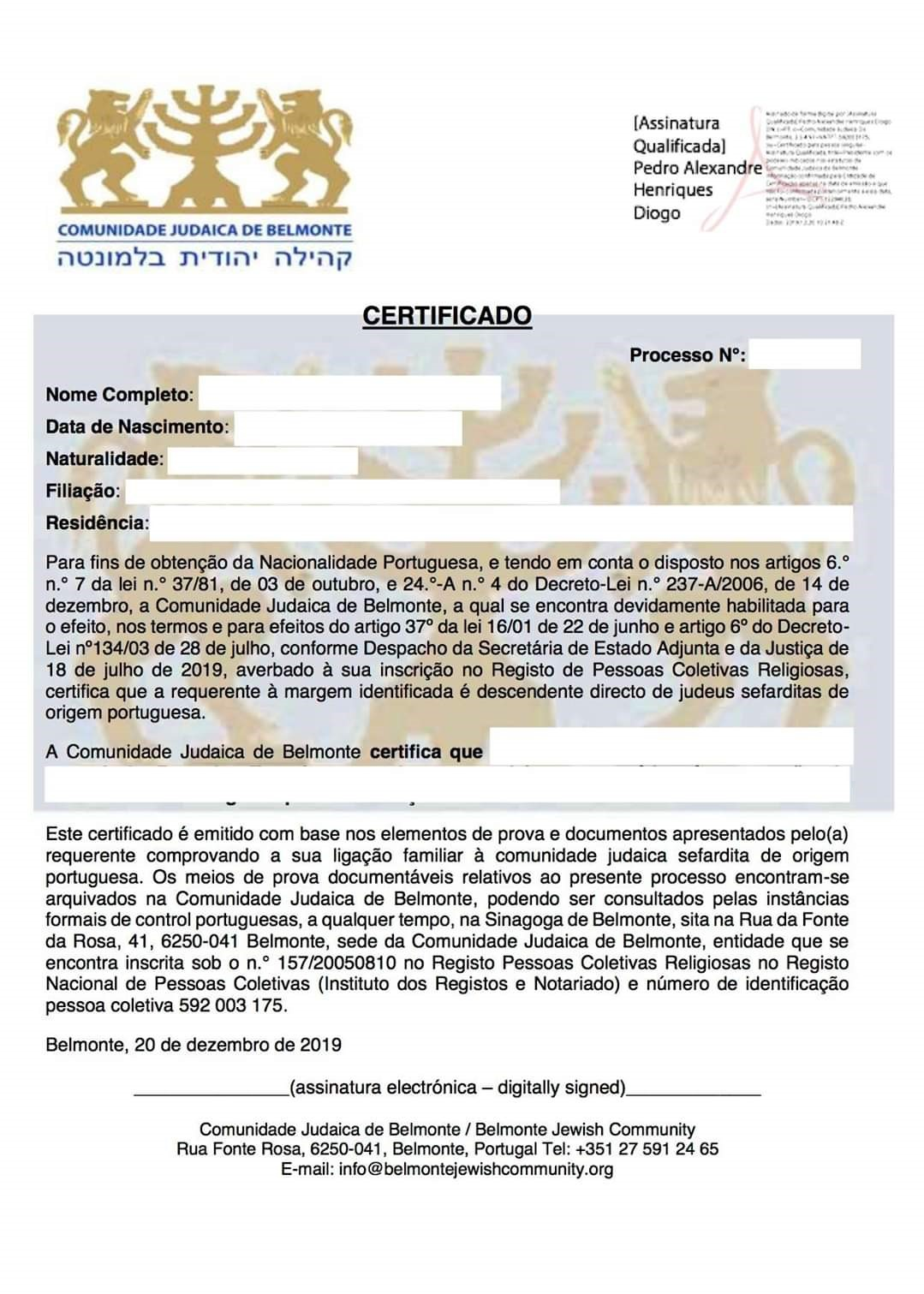
Bescheinigung einer jüdischen Gemeinde, dass der Antragsteller die Bedingungen des Einbürgerungsgesetzes für sephardische Juden erfüllt.

Personen, die nachweisen können, dass sie Nachfahren (mindestens ein jüdischer Großelternteil) zwischen 1492 und 1821 vertriebener Juden sind, können auf Antrag gemäß §§ 6–7 eingebürgert werden, vorausgesetzt sie sind volljährig und nie zu einer Haftstrafe von mehr als drei Jahren verurteilt worden. Antragstellung erfolgt direkt beim Zentralregister, ggf. unter Vermittlung der zuständigen Auslandsvertretung. Wohnsitznahme und Wartezeit in Portugal waren bis 2024 nicht erforderlich.
Für einen Nachweis soll eine Bescheinigung der jüdischen Gemeinden in Lissabon oder Porto vorgelegt werden mit der u. a. portugiesische Herkunft (als megurachim ) glaubhaft gemacht wird. Diese sind damit beauftragt, durch Sichtung historischer Unterlagen und Archive den jüdischen Hintergrund des Antragstellers zu durchleuchten. Weiterhin ist die Bescheinigung des orthodoxen Oberrabbis (z. B. in Istanbul der Hahambaşı) vor Ort nötig. Die meisten Antragsteller stammen aus Marokko, der Türkei oder den Staaten des Balkans, da in Smyrna und Saloniki bis zum Bevölkerungstausch verursacht 1922-4 durch die „Lausanne-Konvention“ aktive jüdische Gemeinden iberischer Herkunft bestanden. Es ist hilfreich wenn der Antragsteller Ladino kann, was nur noch wenige Ältere in der Türkei beherrschen. Auch eine Mitgliedschaft der Sippe in der Londoner Synagoge ist anerkennungsfähig.
Mit der Gesetzesänderung vom Januar 2024 müssen Antragsteller zusätzlich eine Verbindung mit Portugal nachweisen (mehrere Besuche, ererbter Grundbesitz o.ä.) sowie zusätzlich drei Jahre im Lande gelebt haben.
2018
Abgeschafft wurde das Einspruchsrecht des Ministério Público gegen eine Einbürgerung, falls ein verheiratetes Paar ein gemeinsames Kind (auch adoptiert) hat.
Das ius soli-Prinzip gilt nun für Zuwanderer uneingeschränkt schon ab der zweiten Generation sowie für alle Kinder von Zuwanderern, die mindestens zwei Jahre im Lande sind. Dabei ist es nun unerheblich, ob die Eltern sich legal im Lande aufhalten oder nicht. Für Elternteile, die unerlaubt im Lande sind, ergibt sich aus der portugiesischen Staatsbürgerschaft ihres minderjährigen Kindes wiederum verfassungsmäßig gesicherter Abschiebeschutz.
Vorstrafen sind nur noch dann ein Einbürgerungshindernis, wenn nach portugiesischem Recht eine Verurteilung zu mindestens drei Jahren Haft für die Tat erfolgen würde und die Entscheidung Rechtskraft hat.
Minderjährige unbegleitete Flüchtlingskinder können nun, nach gesetzlicher Frist, eingebürgert werden. Das Verfahren führt als Vormund das Ministério Público.
2024
Die Fristenberechnung zur Wohnsitzdauer beginnt nun mit dem Tag der ersten Antragstellung auf Aufenthaltserlaubnis. Auch die Widerspruchsfrist der Staatsanwaltschaft wird ab diesem Tag kalkuliert. Das bisherige Einbürgerungshindernis „Terrorismus“ wurde um schwere Straftaten und organisierte Kriminalität erweitert. Bei Vaterschaftsanerkennungen kann die portugiesische Staatsbürgerschaft auch nach Erreichen der Volljährigkeit des Kindes erlangt werden. Beruht solche Anerkennung auf einem im Ausland durchgeführten (gerichtlichen) Verfahren jedoch nur innerhalb von drei Jahren nach dessen Rechtskraft.

### Sonstige Gesetze

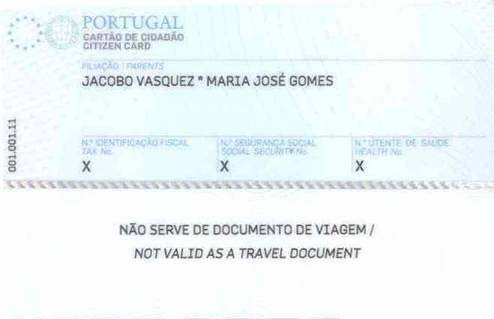
Rückseite der Cartão de Cidadão in dieser Form - mit dem Hinweis „kein Reisedokument“ ‒ ausgeben an Brasilianer gemäß den Regelungen des Vertrags von Porto Seguro oder an Staatenlose. Bei Personalausweisen für Portugiesen finden sich in der unteren Hälfte die maschinenlesbare Daten zur Person.

Gemäß Art. 1796 portugiesische Zivilgesetzbuch ist Mutter eines Kindes diejenige Frau, die es geboren hat, was z. B. bei Leihmutterschaft von Bedeutung ist.
Brasilien und Portugal haben im Freundschaftsvertrag 1955 den Gleichbehandlungsgrundsatz für die Bürger des jeweils anderen Landes vereinbart. In Brasilien hat dies Eingang in die Verfassung gefunden.
Im Jahre 2004 wurde ein Diskriminierungsverbot aufgrund der sexuellen Orientierung in die Verfassung aufgenommen.
Inhaber eines Investorenvisums (Visto gold), das es seit 2012 gibt, können schon nach fünf Jahren einen Einbürgerungsantrag stellen. Anwesenheit im Lande ist nur für die Verlängerungsanträge, nach einem, danach im zweijährigen Turnus nötig.
Portugal ist dem Übereinkommen über die Rechtsstellung der Staatenlosen nicht beigetreten, bietet aber aufgrund seiner Unterzeichnung des Übereinkommens zur Verminderung der Staatenlosigkeit effektiven Schutz. Auch das Genfer Flüchtlingskonvention samt dem Protokoll von 1967 wurden ratifiziert.
Die Zahl der Asylanten blieb 2005‒14 ziemlich konstant um die 500 jährlich. In Folge der Krise 2014/5 verdreifachte sich die Zahl und blieb einige Jahre auf diesem Niveau. Die Anerkennungsquote zu dieser Zeit ist mit meist 15 % in manchen Jahren 20–30 % hoch ‒ aus echten Krisengebieten Syrien, Irak, Somalia und Eritrea sogar 100 %. Die Regierung bemüht sich aktiv um Ausbildung und Integration. Der in Staatsbürgerschaftfragen verwendete Begriff des „legalen Aufenthalts“ erstreckt sich auch auf Asylanten, ab dem Moment, in dem sie nachweisbar einen Asylantrag gestellt haben.

## Bewohner überseeischer Gebiete
Die Verfassung von 1822 hatte die Bewohner beider Reichsteile, also Brasilien und das eigentliche Portugal einheitlich zu Staatsbürgern gemacht. Für die afrikanischen Kolonien galt dies nicht.
Während der dritten Phase des portugiesischen Kolonialreichs (1888–1975) blieb den Eingeborenen (indígenas) der großen Gebiete Afrikas der Zugang zur vollen portugiesischen Staatsbürgerschaft verwehrt, wie dies auch bei anderen Kolonialmächten üblich war. Weiße hatten volle Rechte ab Geburt, ihre Zahl blieb vergleichsweise klein. 1910 wohnten in Angola rund 12000 sowie in Mosambik kaum 6000 Portugiesen. Bis 1962 war es Portugiesen nicht ohne weiteres erlaubt sich innerhalb des Kolonialbesitzes frei niederzulassen. Ähnlich wie in französischer Praxis war es „zivilisierten“ Eingeborenen möglich den Status eine Assimilado zu beantragen. Dazu mussten sie die Sprache in Wort und Schrift beherrschen (was mangels Schulen selten vorkam), katholisch werden und Wehrdienst leisten. Der Status wurde im Rahmen der administrativen Umgestaltung der überseeischen Kolonialverwaltung zur „multiethnischen und plurikontinentalen Nation“ (Nação Multirracial e Pluricontinental) 1961 abgeschafft. In keiner afrikanischen Kolonie hatte mehr als ein Prozent diesen Status erworben. Nun erhielten alle Eingeborenen volle staatsbürgerliche Rechte, auch wenn diese in verbleibenden Jahren der Salazar-Diktatur eher begrenzt waren, so gab es vor 1973 nur ein sehr eingeschränktes Wahlrecht.
Die Möglichkeiten für im Ausland wohnende portugiesische Eltern, bzw. deren Abkömmlinge, für ihre Kinder unter Vermittlung des örtlichen Konsulats durch Eintragung beim Conservatória dos Registos Centrais die Staatsbürgerschaft zu sichern wurde 2006 noch einmal großzügiger geregelt.

### Portugiesisch-Indien
Alle Einwohner des Estado da Índia, erhielten zur Zeit der ersten Republik 1910 volle Bürgerrechte. Der Acto Colonial von 1930 schuf wieder eine Abgrenzung zum Mutterland. Diese Gebiete waren, ebenso wie Macau, schon seit 1951 wieder überseeische Provinz, nicht länger Kolonie.
Nach dem indischen Einmarsch in Goa wurden die Einwohner per Verordnung 1962 indische Staatsbürger. Es blieb ihnen portugiesischerseits die Möglichkeit Geburten im dortigen Zentralregister eintragen zu lassen. Sie behielten dadurch die Möglichkeit ein Bill of Identity genanntes Dokument zu erhalten, das es ihnen ermöglicht zusammen mit einem indischen Reisepass visumsfrei in den Schengen-Raum einzureisen. 2016 hatten geschätzt vierhunderttausend Personen diesen Anspruch. Die zunehmend nationalistischer agierende indische Regierung versucht seit Erlass der Citizenship Order 2009 dies zu unterbinden.
Im Rahmen der EU-weiten Freizügigkeit zogen seit etwa 2005 zahlreiche Inder aus Goa nach Großbritannien ohne je einen Fuß in ihre „Heimat“ Portugal gesetzt zu haben.

### Macau
Völkerrechtlich erkannte das chinesische Kaiserreich die seit dem 16. Jahrhundert bestehende Oberhoheit Portugals erst durch den Vertrag von 1887 an. Zwischen 1985 und 1996 erwarben 5853 Chinesen die portugiesische Staatsangehörigkeit. Vergleichsweise großzügig legte man 1981–94 das Solvenzerfordernis aus: es genügte der „Besitz eines Herdes“, d. h. einer Wohnung. Das Gebiet wurde 1999 an China zurückgegeben, das es als Sonderzone (SAR) verwaltet.
Die Einwohner sind chinesische Bürger, es gelten für sie jedoch Einschränkungen z. B. im Bezug auf die Niederlassungsfreiheit. China verbietet Doppelstaatsangehörigkeit auf strengste. Einwohnern von Macau jedoch, die im portugiesischen Zentralregister eingetragen sind, können im Ausland entsprechende Rechte nutzen.

### Osttimor
Völkerrechtlich hat Portugal die indonesische Besetzung nie anerkannt. Aus portugiesischer Sicht blieben die Bewohner bis 2002 ihre Staatsbürger.